# Koabagou
Koabagou est l'un des quatre arrondissements de la commune de Kérou dans le département de l'Atacora au Bénin.

## Géographie
L'arrondissement de Koabagou est situé au nord-ouest du Bénin et compte 3 villages que sont Yinsiga, Yampoli et Kaobagou.

## Démographie
Selon le recensement de la population de 2013 conduit par l'Institut national de la statistique et de l'analyse économique (INSAE), Koabagou compte 4918 habitants .